# 18456 Mišík
(18456) Mišík, denumire internațională (18456) Misik, este un asteroid din centura principală de asteroizi.

## Descriere
18456 Mišík este un asteroid din centura principală de asteroizi. A fost descoperit pe 8 martie 1995 la Observatorul Kleť de Miloš Tichý și Jana Tichá. Asteroidul prezintă o orbită caracterizată de o semiaxă mare de 2,26 ua, o excentricitate de 0,10 și o înclinație de 7,1° în raport cu ecliptica.